# 두왕천
두왕천(斗旺川)은 울산광역시 남구 두왕동 미골에서 발원하여 동류하다가 울주군 청량읍의 외황강으로 흘러드는 강이다. 2006년 7월 10일 태풍 에위니아의 영향으로 울산광역시 울주군 청량면 두왕천의 일부 제방이 유실되었다가 복구되었다.